# Ільїн Федір Кирилович
Федір Кирилович Ільїн, творчий псевдонім: Ільфек (нар. 17 лютого 1904, Пилкове, Лопатинський район Пензенська область — пом. ?) — ерзянський поет, письменник, перекладач.

## Життєпис
Народився 17 лютого 1904 року в селі Пилкове, нині Лопатинського району Пензенської області, в селянській родині. 
Почав писати вірші у 1922 році. Писав віршіта оповідання, робив переклади з російської на ерзянську. 

### Вірші
- «Иляк покурда тиринь тетинеть» (1929, збірка «Васень сятк»)[1]
- «Кода пакшакс седикеле минь эрьсинек» (1929, збірка «Васень сятк»)
- «Коллектив» (1929, збірка «Васень сятк»)
- «Марянь заботазо» (1929, збірка «Васень сятк»)
- «Пек стакадонть ды шождынеденть» (1929, збірка «Васень сятк»)
- «Теле» (1929, збірка «Васень сятк»)
- «Удок, дугинем» (1929, збірка «Васень сятк»)[2]

### Поеми
- «Моро вечкемадо» (1949)

### Оповідання
- «Мика» (1929, збірка «Васень сятк»)[3]

### Книги
- «Васень сятк» («Перші іскри», збірка віршів та оповідань ерзянських авторів, 1929)
- «Пингесь арды» (1933, Москва)
- «Кочказь произведеният» («Вибрані твори», збірка поезій, включає його вірші 1923-1948 рр. І поему «Моро вечкемадо», 1949, Саранськ)